# Hyacinthella
Hyacinthella là một chi thực vật có hoa trong họ Asparagaceae.

## Hình ảnh
- Tập tin:Tập